# Hermann Knaus
Hermann Knaus (19. října 1892 Sankt Veit an der Glan – 22. srpna 1970 Graz [Štýrský Hradec]) byl rakouský chirurg a gynekolog. Byl autorem jedné z prvních verzí tzv. kalendářové metody přirozeného plánování rodičovství.

## Život a dílo
V letech 1923 až 1934 byl zaměstnán na Univerzitní klinice v Grazu, kde byl roku 1930 jmenován profesorem. Od roku 1934 působil na německé Univerzitě Karlo-Ferdinandově v Praze, kde zastával místo vrchního lékaře (ordináře). O čtyři roky později (1938) vstoupil do Sudetoněmecké strany. Po zřízení protektorátu Čechy a Morava se stal příslušníkem NSDAP (1939). V letech 1939–1941 byl děkanem Lékařské fakulty pražské německé univerzity. V rámci své vědecké práce v oblasti fyziologie reprodukce prováděl experimenty na králících a morčatech.
Po skončení druhé světové války se jako gynekolog vrátil do Grazu. V letech 1950–1960 byl přednostou gynekologického oddělení jedné z největších vídeňských klinik (nemocnice Lainz, nyní Hietzing).
Mezi jeho nejznámější vědecké přínosy patří rozpracování teorie japonského lékaře Kyusaka Ogina o plodném a neplodném období v menstruačním cyklu ženy. Na základě těchto poznatků vypracoval jednu z prvních variant tzv. kalendářové metody kontroly početí, kterou zveřejnil v roce 1934 v knize Die periodische Fruchtbarkeit und Unfruchtbarkeit des Weibes (Periodická plodnost a neplodnost ženy).